# Manuel Alves de Azevedo
Tenente-Coronel Manuel (Milheirós de Poiares, 5 de maio de 1858 - Campo do Meio, 8 de julho de 1950) foi um imigrante português e fazendeiro radicado em Minas Gerais, cognominado “Mané Marreco”.

## Biografia
Conforme um relato manuscrito, de sua própria autoria, datado de 1945,  Manuel Alves passou a infância, em sua terra natal, a aldeia de Seixal, na Freguesia de Milheirós de Poiares, concelho da Feira,  na antiga província do Douro Litoral. Na aldeia de origem, a vida era simples e o tempo era divido entre a escola e pastoreio do gado e no preparo da forragem para o mesmo. Tendo dois tios sacerdotes, estes desejavam que o menino seguisse a carreira eclesiástica, porém esta não era sua vocação. Em 1870, seu tio materno, Vitorino Alves Moreira, retorna do Brasil, onde havia ido tentar a vida, informando ter lhe sido oferecido a administração de uma fazenda de propriedade de um nobre latifundiário. Um outro tio, Miguel, disse que aceitaria este emprego, porém com a condição de conseguir, em Portugal, um companheiro que seguisse com ele para o Brasil. Desejando progredir na vida, o jovem Manuel, aos doze anos de idade, após consentimento dos pais, se oferece para acompanhar o tio no emprego no Novo Mundo.
Embarcando, no Porto, em 10 de fevereiro de 1871, chegaram os aventureiros no Rio de Janeiro, no dia 26 de março do mesmo ano, onde foram recebidos por Rodrigo Azevedo, irmão de Manuel, que para aí já viera em busca de melhores condições de vida. No Rio de Janeiro, foram os novos imigrantes conduzidos à empresa "Valença & Magalhães'"', correspondente do Barão do Pontal, o qual era o ofertante dos empregos. Manuel fiou tentado a ficar no Rio de Janeiro e trabalhar e se empregar na “Valença e Magalhães”; porém, raciocinando com ambição, preferiu seguir ao destino original, a fazenda do barão, em Três Pontas, em Minas Gerais.  Do Rio de Janeiro, seguiu para Nova Iguaçu, onde permaneceu dezenove dias na espera de uma tropa que seguiu para Três Pontas. O percurso até Três Pontas levou vinte dias. Lá chegando, foi-lhe oferecido um emprego no comércio, por Manuel Vieira da Silva Guimarães, de cognome “o Marreco”, o qual Manuel assumiria, mais tarde. Mas o menino, decepcionado, seguiu para a fazenda do Barão do Pontal, na esperança e retornar ao Rio de Janeiro. O Barão o convenceu a se tornar caixeiro e uma casa e negócios. Durante as horas de folga, o menino procurava ler os livros escolares da loja e, no primeiro ano, recebeu cento e vinte cinco mil réis por ano, o que não bastou para as suas despesas, tendo ficado devendo quarenta e nove mil quatrocentos e oitenta réis. No ano seguinte melhorou seus vencimentos e, 1878, aos vinte anos, conseguiu comprar o negócio de seu patrão, pagando-o em quarenta e oito prestações. Nesta época, associou-se a João Cândido da Cruz, formando a firma “Cruz e Azevedo”, que durou até 1882, quando se associou ao ex-patrão, formando a “Manuel Alves Azevedo e Cia”. Em 1885, recebeu como pagamento e uma dívida, parte de uma propriedade denominada “Fazenda do Cascalho”, em Três Pontas, rebatizando-lhe com o nome de seu lugar natal: “Seixal”. Nesta fazenda, associou-se ao marceneiro Martimiano Bodoque,. Sem muitos recursos, os dois começaram a derrubar o mato, a plantar cana e a reparar um antigo engenho, até que em 1888 Manuel deixa o comércio na cidade e se transfere definitivamente para esta fazenda. Já tendo progredido um pouco na vida e considerando que não era rico, porém moço bonito, conseguiu casar-se com uma moça da sociedade local, Ariadna Jesuína de Araújo, filha de Francisco Evangelista de Araújo e de Pulquéria Jesuína da Silveira, por esta neta de Antônio Luís de Azevedo, o Barão do Pontal, e de Felicidade Guilhermina da Silveira. O casamento trouxe ao jovem Manuel a tão desejada estabilidade econômica.
Forçado por seu concunhado Olímpio Ferreira de Brito (casado com Amélia Jesuína da Silveira Arújo), volta para o comércio, na firma “Olímpio de Brito e Azevedo”, a qual, por doença do sócio, teve que administrar até 1892.  Por esta época, envolveu-se em sério atrito com o médico e deputado Josino de Paula Brito, fato que o levou a abandonar a cidade de Três Pontas. Mudou-se, então, para a Fazenda do Seixal e, em 1893 para a Fazenda do Rincão, nas terras do Campo Alegre.  Em 1895 vendeu a fazenda do Seixal e, com este dinheiro, resolve instalar um engenho de cana de açúcar no Campo Alegre, empreendimento o qual não teve o sucesso esperado. Em 1896, transfere-se para a Fazenda Mato Dentro, no território de Campo do Meio. Em 4 de agosto de 1907, fica viúvo e, em 22 de janeiro de 1908, casa-se com sua cunhada Ana Jesuína de Araújo, até então sua tutelada. Com o patrimônio da cunhada incorporado ao seu, novamente pode lançar mão de parte da fortuna do Barão do Pontal, o que lhe permitiu adquirir maquinários e instalar a Usina Ariadnópolis, a qual conseguiu pagar até o ano de 1911. Em 1912, com alguns empréstimos, comprou a Fazenda Monte Alto e nos anos seguintes foi adquirindo mais terras, que vieram a constituir o complexo de Ariadnópolis, transferido, em 1929 aos seus filhos. O progresso financeiro proporcionou-lhe ser agraciado com a patente de Tenente-Coronel da Guarda Nacional. A Usina prosperou, porém, devido à má administração, na década de 1970 começou a declinar. Em 1990 a usina foi vendida ao "Grupo Vanguard", que reduziu funcionários e plantação,levando a usina à falência e deixando-a ociosa desde 1993, quando houve a última safra. Em 1996 foi decretada a falência da Companhia Agropecuária Irmãos Azevedo (CAPIA). Entre o final de 1997 e o início de 1998, estas terras, cerca de três mil hectares, foram ocupadas por grupos de “sem-terra”  que lutam na justiça pela posse destas terras. Recentes notícias informam que estas terras foram compradas por um grupo internacional ligado ao ex-governador Newton Cardoso, que saldou as dívidas tributárias e, brevemente, reativará a usina, para produção de álcool; sendo que, em 18 de maio de 2009, a justiça de Minas, com o apoio da Polícia Militar, despejou os ocupantes, dando a reintegração de posse ao grupo adquirente. Esta é a saga de um jovem pobre português que emigrou e prosperou no Brasil, onde teve oportunidade de se casar com descendentes da aristocracia rural; casamentos estes que lhe proporcionaram um notável patrimônio e facilitaram seu estabelecimento, com dos melhores empreendimentos  agrícolas, nas Gerais,  do início do século XX.

## Ascendência
Era filho de Vitorino Ferreira de Azevedo e de Margarida Alves Moreira, sendo neto paterno de Caetano Ferreira Azevedo e de Margarida Alves Moreira  e neto materno de Manuel Alves Moreira e de Joana Gomes Moreira.

## Descendência
Do primeiro casamento com Ariadna Jesuína de Araújo, Manuel Alves de Azevedo teve:
1-1 João Câncio Azevedo
1-2 Francisco Azevedo
1-3 Rodrigo Azevedo
1-4 Antônio Arnaldo Azevedo
1-5 Noé Azevedo
1-6 Margarida Azevedo
1-7 Pulquéria Azevedo
1-8 Amélia Azevedo
Do segundo casamento com Ana Jesuína de Araújo, Manuel Alves de Azevedo teve:
1-9 Ariadna Azevedo – Irmã Manuelina (religiosa do Sion)
1-10 Olímpio Azevedo
1-11 Luzina Azevedo
1-12 Alvesina Azevedo
1-13 Maria da Paz Azevedo – Irmã (religiosa do Cenáculo)
1-14 Archimedes Alves de Azevedo
1-15 Manuel Alves de Azevedo Filho